# Filippo di Mahdia
Filippo di Mahdia (fl. XII secolo) è stato un ammiraglio bizantino di origine greca o africana; è stato Emiro di Palermo, il secondo nella carica dopo l'ammiratus ammiratorum. Fu successore del grande Giorgio d'Antiochia.
Fu un eunuco che percorse il cursus honorum della curia reale di Palermo fino a diventare uno degli uomini più fidati del re Ruggero II. Alla morte di Giorgio nel 546 dell'Egira (1151 o 1152 d.C.), Ruggero lo innalzò al più alto grado del regno di Sicilia. 
Nell'estate del 1153, fu inviato a compiere una spedizione militare in Tunisia. Il governatore di Bona (l'antica Hippo Regius, oggi Annaba) aveva chiesto aiuto a Ruggero contro gli Almohadi. Filippo conquistò la città, trattò con riguardo la popolazione e poi tornò da dove era venuto. Fu accolto a Palermo come un eroe cum triumpho et gloria (con trionfo e gloria) secondo Romualdo II, arcivescovo di Salerno. In base al resoconto di Romualdo, fu accusato di essersi convertito all'Islam e immediatamente imprigionato e infine riconosciuto colpevole e giustiziato su ordine del re, che avrebbe dimenticato un'offesa fatta a lui ma non una fatta a Dio. 
Questo racconto è probabilmente una tarda interpolazione e la sua autenticità è messa in dubbio dagli studiosi. Cronisti arabi, come Ibn al-Athir, sottolineano come l'accaduto fosse da spiegare alla luce del fatto che Filippo avesse permesso a numerose ricche ed illustri famiglie di lasciare Bona dopo la conquista. 
John Julius Norwich trova la messa a morte di Filippo del tutto incredibile e pensa che Ruggero, a pochi mesi dalla morte, avesse avuto un decadimento senile (riprendendo per ciò Ugo Falcando) oppure ipotizza che, a causa della sua grave malattia, non avesse potuto evitare che i suoi invidiosi ministri mettessero a morte Filippo, sotto l'accusa di apostasia. 
A Filippo succedette Maione di Bari. 